# ARMA
Pour les articles homonymes, voir Arma.
 (octobre 2013).
Si vous disposez d'ouvrages ou d'articles de référence ou si vous connaissez des sites web de qualité traitant du thème abordé ici, merci de compléter l'article en donnant les références utiles à sa vérifiabilité et en les liant à la section « Notes et références ».
En statistique, les modèles ARMA (modèles autorégressifs et moyenne mobile), ou aussi modèle de Box-Jenkins, sont les principaux modèles de séries temporelles. 
Étant donné une série temporelle Xt, le modèle ARMA est un outil pour comprendre et prédire, éventuellement, les valeurs futures de cette série. Le modèle est composé de deux parties : une part autorégressive (AR) et une part moyenne-mobile (MA). Le modèle est généralement noté ARMA(p,q), où p est l'ordre de la partie AR et q l'ordre de la partie MA.

## Modèle autorégressif
Un modèle autorégressif d'ordre p, en abrégé AR(p), s'écrit :
{\displaystyle X_{t}=c+\sum _{i=1}^{p}\varphi _{i}X_{t-i}+\varepsilon _{t}\,}
où {\displaystyle \varphi _{1},\ldots ,\varphi _{p}} sont les paramètres du modèle, {\displaystyle c} est une constante et {\displaystyle \varepsilon _{t}} un bruit blanc. La constante est bien souvent omise dans la littérature, le processus étant alors dit centré.
Des contraintes supplémentaires sur les paramètres sont nécessaires pour garantir la stationnarité. Par exemple, pour le modèle AR(1), les processus tels que |φ1| ≥ 1 ne sont pas stationnaires.

### Exemple: un processus AR(1)
Un modèle AR(1) est donné par :
{\displaystyle X_{t}=c+\varphi X_{t-1}+\varepsilon _{t}\,}
où {\displaystyle \varepsilon _{t}} est un bruit blanc, de moyenne nulle et de variance {\displaystyle \sigma ^{2}}.
- Si {\displaystyle \varphi =1}, alors le processus exhibe une racine unitaire (en), ce qui signifie qu'il est une marche aléatoire, et n'est pas stationnaire en variance.
- Supposons donc {\displaystyle |\varphi |<1}. L'espérance, la variance, l'autocovariance du processus valent respectivement :

{\displaystyle \mathrm {E} \left[X_{t}\right]={\frac {c}{1-\varphi }}}
{\displaystyle \mathrm {Var} \left[X_{t}\right]={\frac {\sigma ^{2}}{1-\varphi ^{2}}}}
{\displaystyle B_{n}=\mathrm {Cov} \left[X_{t},X_{t-n}\right]={\frac {\sigma ^{2}}{1-\varphi ^{2}}}\varphi ^{|n|}}
Prendre {\displaystyle c=0} revient à avoir une moyenne nulle. On introduit un taux de décroissance de la fonction d'autocovariance
{\displaystyle \tau =-1/\ln(\varphi )}
La densité spectrale de puissance est la transformée de Fourier de la fonction d'autocovariance. Dans le cas discret, cela s'écrit :
{\displaystyle \Phi (\omega )={\frac {1}{\sqrt {2\pi }}}\,\sum _{n=-\infty }^{\infty }B_{n}e^{-i\omega n}={\frac {1}{\sqrt {2\pi }}}\,\left({\frac {\sigma ^{2}}{1+\varphi ^{2}-2\varphi \cos(\omega )}}\right).}
Ce développement est périodique dû à la présence du terme en cosinus au dénominateur. En supposant que le temps d'échantillonnage ({\displaystyle \Delta t=1}) est plus petit que le taux de décroissance ({\displaystyle \tau }), alors on peut utiliser une approximation continue de {\displaystyle B_{n}} :
{\displaystyle B(t)\approx {\frac {\sigma ^{2}}{1-\varphi ^{2}}}\,\,\varphi ^{|t|}}
qui présente une forme lorentzienne pour la densité spectrale :
{\displaystyle \Phi (\omega )={\frac {1}{\sqrt {2\pi }}}\,{\frac {\sigma ^{2}}{1-\varphi ^{2}}}\,{\frac {\gamma }{\pi (\gamma ^{2}+\omega ^{2})}}}
où {\displaystyle \gamma =1/\tau } est la fréquence angulaire associée à {\displaystyle \tau }.
Une expression alternative pour {\displaystyle X_{t}} peut être dérivée en remplaçant {\displaystyle X_{t-1}} par {\displaystyle c+\varphi X_{t-2}+\varepsilon _{t-1}} dans l'équation définissante. En continuant cette manipulation N fois fournit
{\displaystyle X_{t}=c\sum _{k=0}^{N-1}\varphi ^{k}+\varphi ^{N}X_{t-N}+\sum _{k=0}^{N-1}\varphi ^{k}\varepsilon _{t-k}.}
Pour N devenant très grand, {\displaystyle \varphi ^{N}} s'approche de 0 et :
{\displaystyle X_{t}={\frac {c}{1-\varphi }}+\sum _{k=0}^{\infty }\varphi ^{k}\varepsilon _{t-k}.}
On peut voir que {\displaystyle X_{t}} est le bruit blanc convolé avec le noyau {\displaystyle \varphi ^{k}} plus une moyenne constante. Si le bruit blanc est gaussien, alors {\displaystyle X_{t}} est aussi un processus normal. Dans les autres cas, le théorème central limite indique que {\displaystyle X_{t}} sera approximativement normal lorsque {\displaystyle \varphi } est proche de l'unité.

### Estimation des paramètres AR
Le modèle AR(p) est donné par
{\displaystyle X_{t}=\sum _{i=1}^{p}\varphi _{i}X_{t-i}+\varepsilon _{t}.\,}
Les paramètres à estimer sont {\displaystyle \varphi _{i}} où i = 1, …, p. Il y a une correspondance directe entre ces paramètres et la fonction de covariance (et donc d'autocorrélation) et on peut tirer les paramètres en inversant ces relations. Ce sont les équations de Yule-Walker :
{\displaystyle \gamma _{m}=\sum _{k=1}^{p}\varphi _{k}\gamma _{m-k}+\sigma _{\varepsilon }^{2}\delta _{m}}
où m = 0, … , p, ce qui donne en tout p + 1 équations. Les coefficients {\displaystyle \gamma _{m}} est la fonction d'autocorrélation de X, {\displaystyle \sigma _{\varepsilon }} est la déviation (écart-type) du bruit blanc et δm le symbole de Kronecker.
La dernière partie de l'équation est non nulle si m = 0 ; en prenant m > 0, l'équation précédente s'écrit comme un système matriciel
{\displaystyle {\begin{bmatrix}\gamma _{1}\\\gamma _{2}\\\gamma _{3}\\\vdots \\\end{bmatrix}}={\begin{bmatrix}\gamma _{0}&\gamma _{-1}&\gamma _{-2}&\dots \\\gamma _{1}&\gamma _{0}&\gamma _{-1}&\dots \\\gamma _{2}&\gamma _{1}&\gamma _{0}&\dots \\\vdots &\vdots &\vdots &\ddots \\\end{bmatrix}}{\begin{bmatrix}\varphi _{1}\\\varphi _{2}\\\varphi _{3}\\\vdots \\\end{bmatrix}}}
Pour m = 0, nous avons
{\displaystyle \gamma _{0}=\sum _{k=1}^{p}\varphi _{k}\gamma _{-k}+\sigma _{\varepsilon }^{2}}
qui permet de trouver {\displaystyle \sigma _{\varepsilon }^{2}}.
Les équations de Yule-Walker procurent un moyen d'estimer les paramètres du modèle AR(p), en remplaçant les covariances théoriques par des valeurs estimées. Une manière d'obtenir ces valeurs est de considérer la régression linéaire de Xt sur ses p premiers retards.

#### Obtention des équations de Yule-Walker
L'équation définissante du processus AR est 
{\displaystyle X_{t}=\sum _{i=1}^{p}\varphi _{i}\,X_{t-i}+\varepsilon _{t}.\,}
En multipliant les deux membres par Xt − m et en prenant l'espérance, on obtient
{\displaystyle E[X_{t}X_{t-m}]=E\left[\sum _{i=1}^{p}\varphi _{i}\,X_{t-i}X_{t-m}\right]+E[\varepsilon _{t}X_{t-m}].}
Or, il se trouve que E[XtXt − m] = γm par définition de la fonction d'autocovariance. Les termes du bruit blancs sont indépendants les uns des autres et, de plus, Xt − m est indépendant de εt où m est plus grand que zéro. Pour m > 0, E[εtXt − m] = 0. Pour m = 0,
{\displaystyle E[\varepsilon _{t}X_{t}]=E\left[\varepsilon _{t}\left(\sum _{i=1}^{p}\varphi _{i}\,X_{t-i}+\varepsilon _{t}\right)\right]=\sum _{i=1}^{p}\varphi _{i}\,E[\varepsilon _{t}\,X_{t-i}]+E[\varepsilon _{t}^{2}]=0+\sigma _{\varepsilon }^{2},}
Maintenant, on a pour m ≥ 0, 
{\displaystyle \gamma _{m}=E\left[\sum _{i=1}^{p}\varphi _{i}\,X_{t-i}X_{t-m}\right]+\sigma _{\varepsilon }^{2}\delta _{m}.}
Par ailleurs,
{\displaystyle E\left[\sum _{i=1}^{p}\varphi _{i}\,X_{t-i}X_{t-m}\right]=\sum _{i=1}^{p}\varphi _{i}\,E[X_{t}X_{t-m+i}]=\sum _{i=1}^{p}\varphi _{i}\,\gamma _{m-i},}
qui donne les équations de Yule-Walker :
{\displaystyle \gamma _{m}=\sum _{i=1}^{p}\varphi _{i}\gamma _{m-i}+\sigma _{\varepsilon }^{2}\delta _{m}.}
pour m ≥ 0.  Pour m < 0,
{\displaystyle \gamma _{m}=\gamma _{-m}=\sum _{i=1}^{p}\varphi _{i}\gamma _{|m|-i}+\sigma _{\varepsilon }^{2}\delta _{m}.}

## Modèle moyenne mobile
La notation MA(q) (pour Moving Average) réfère au modèle moyenne-mobile d'ordre q :
{\displaystyle X_{t}=\mu +\varepsilon _{t}+\sum _{i=1}^{q}\theta _{i}\varepsilon _{t-i}\,}
où les θ1, …, θq sont les paramètres du modèle, {\displaystyle \mu } est l'espérance de {\displaystyle X_{t}} et εt, εt-1, … sont encore une fois des termes d'erreur.

## Modèle ARMA
Définition — un modèle autorégressif et moyenne-mobile d'ordres (p,q) (abrégé en ARMA(p,q)) est un processus temporel discret (Xt, t ∈ ℕ) vérifiant :
{\displaystyle X_{t}=\varepsilon _{t}+\sum _{i=1}^{p}\varphi _{i}X_{t-i}+\sum _{i=1}^{q}\theta _{i}\varepsilon _{t-i}}
où les φi et θi sont les paramètres du modèle et les εi les termes d'erreur.
Un modèle autorégressif AR(p) est un ARMA(p,0)
Un modèle moyenne mobile MA(q) est un ARMA(0,q)
Le processus ARMA n'est bien défini que s'il est stationnaire.

## Modèle ARIMA
Dans le cas où le processus {\displaystyle (X_{t})_{t\in \mathbb {Z} }} n'est pas un processus stationnaire, il convient de le stationnariser de manière à pouvoir le modéliser sous forme ARMA afin de réaliser, par exemple, des prédictions.

La non stationnarité peut être due à la présence d'une tendance non constante. Des différenciations d'ordre 1 successives du processus {\displaystyle (X_{t})_{t\in \mathbb {Z} }} ({\displaystyle \forall t\in \mathbb {Z} ,X_{t}':=X_{t}-X_{t-1},\;X_{t}'':=X_{t}'-X_{t-2}} permettent de supprimer les tendances polynomiales. Avec {\displaystyle d\in \mathbb {N} } différenciations d'ordre 1, on enlève toute tendance polynomiale de degré {\displaystyle d}.

Le modèle {\displaystyle ARIMA(p,d,q),(p,d,q)\in \mathbb {N} ^{3}} est une généralisation du modèle {\displaystyle ARMA}, différenciant {\displaystyle d} fois le processus {\displaystyle (X_{t})} avant de le modéliser comme un {\displaystyle ARMA(p,q)}.
Ce n'est plus {\displaystyle (X_{t})} qui est modélisé comme un processus {\displaystyle ARMA} mais le processus {\displaystyle (Y_{t})}, défini comme {\displaystyle (X_{t})} différencié {\displaystyle d} fois.

## Une note sur les termes d'erreur
Les termes d'erreur εt sont généralement supposés indépendants et identiquement distribués (i.i.d.) selon une loi normale de moyenne nulle : εt ~ N(0,σ2) où σ2 est la variance.  Ces hypothèses peuvent être assouplies mais ceci changerait les propriétés du modèle, comme supposer le simple caractère i.i.d. 

## Spécification en termes de l'opérateur de retard
Les modèles ARMA peuvent s'écrire en termes de L, qui est l'opérateur retard. Le modèle autorégressif AR(p) s'écrit
{\displaystyle \varepsilon _{t}=\left(1-\sum _{i=1}^{p}\varphi _{i}L^{i}\right)X_{t}=\varphi X_{t}\,}
où φ représente le polynôme
{\displaystyle \varphi =1-\sum _{i=1}^{p}\varphi _{i}L^{i}.\,}
Pour le modèle moyenne mobile MA(q), on a
{\displaystyle X_{t}=\left(1+\sum _{i=1}^{q}\theta _{i}L^{i}\right)\varepsilon _{t}=\theta \varepsilon _{t}\,}
où θ représente le polynôme
{\displaystyle \theta =1+\sum _{i=1}^{q}\theta _{i}L^{i}.\,}
Finalement, en combinant les deux aspects, on en tire l'écriture du modèle ARMA(p, q) :
{\displaystyle \left(1-\sum _{i=1}^{p}\varphi _{i}L^{i}\right)X_{t}=\left(1+\sum _{i=1}^{q}\theta _{i}L^{i}\right)\varepsilon _{t}\,}
où plus court :
{\displaystyle \varphi X_{t}=\theta \varepsilon _{t}.\,}

## Modèle d'ajustement
Les modèles ARMA, une fois choisis les ordres p et q, peuvent être ajustés sur des données par la méthode des moindres carrés : on recherche les paramètres qui minimisent la somme des carrés des résidus. Prendre des valeurs de p et q les plus petites est généralement vu comme une bonne pratique (principe de parcimonie). Pour un modèle AR pur, les équations de Yule-Walker permettent de réaliser l'ajustement.